# 베르나르 이노

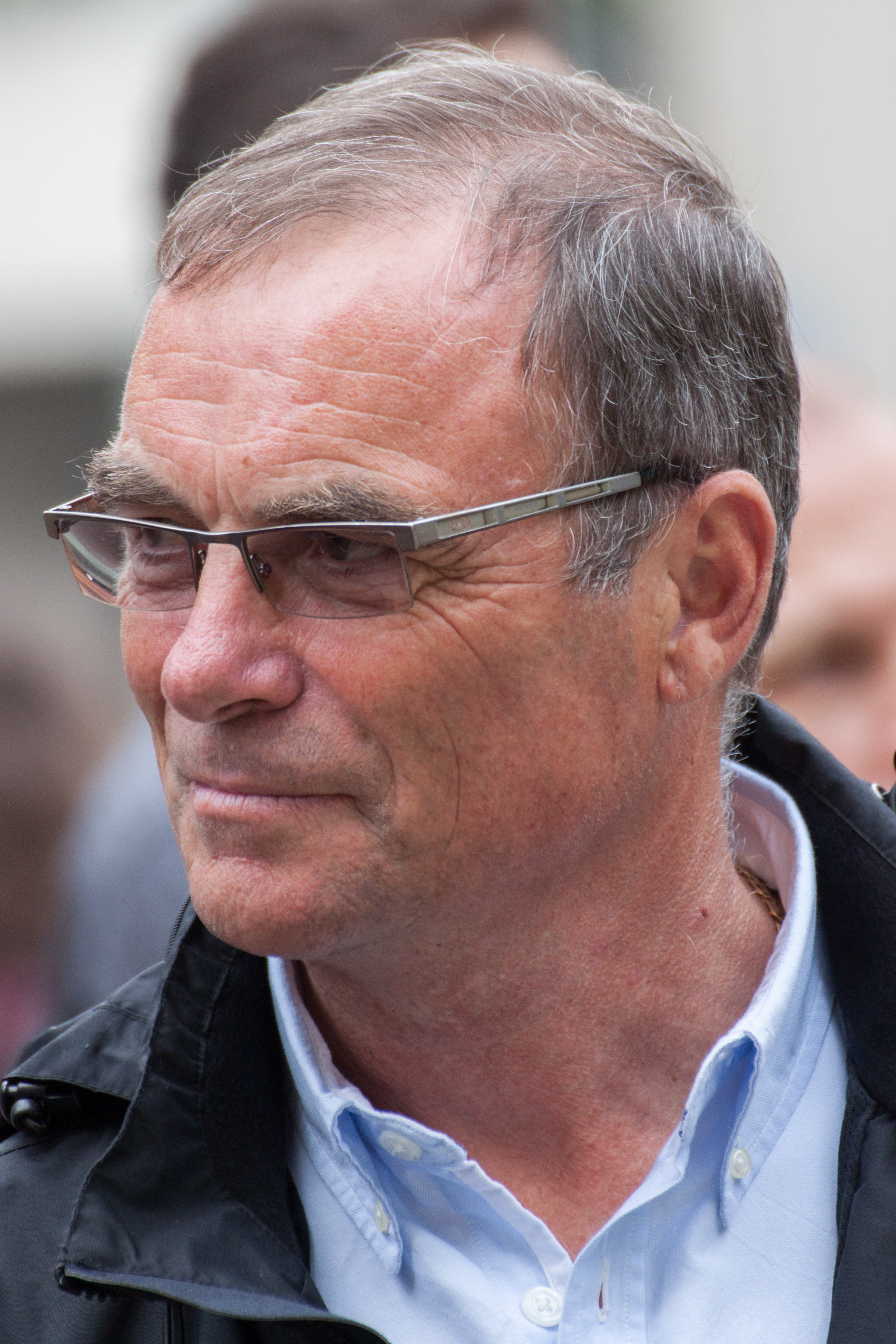

베르나르 이노(Bernard Hinault, [bɛʁ.naʁ i.no]로 발음, 1954년 11월 14일 ~ )는 프랑스의 전직 프로 도로 자전거 경기 선수이다. 투르 드 프랑스에서 5번의 우승을 포함해 147번의 프로 우승을 차지한 그는 종종 역사상 가장 위대한 사이클리스트 중 하나로 꼽힌다. 그의 경력에서 이노는 총 13개의 그랜드 투어 (자전거)에 참가했다. 그는 선두에 있는 동안 그 중 하나를 포기하고 두 차례에 걸쳐 2위를 차지했으며 나머지 10개를 획득하여 역대 기록에서 에디 메르크스에 한 개 뒤쳐졌다. 이노 이후로 7개 이상의 라이더를 달성한 라이더는 없다.
이노는 그의 고향 브르타뉴에서 아마추어로 사이클링을 시작했다. 성공적인 아마추어 경력을 쌓은 후 그는 지탄-캄파뇰로 팀과 계약하여 1975년 프로로 전향했다. 그는 1977년 리에주-바스토뉴-리에주 클래식과 크리테리움 뒤 도피네 리베레(Critérium du Dauphiné Libéré) 경주에서 모두 획기적인 승리를 거두었다. (처음 두 개의 그랜드 투어: 부엘타 아 에스파냐 및 투르 드 프랑스) 그 후 몇 년 동안 그는 가장 성공적인 프로 사이클리스트가 되었으며, 1979년 또 다른 투어 우승과 1980년 지로 디탈리아 우승을 추가했다. 무릎 부상으로 인해 1980년 투르 드 프랑스에서 선두를 달리다가 그만뒀지만, 그해 후반에 월드 챔피언십 로드 레이스에서 우승하기 위해 다시 돌아왔다. 그는 1981년에 또 다른 투어 우승을 추가했고, 1982년에 첫 번째 지로 투어 더블을 완료했다.
1983년 부엘타 아 에스파냐에서 우승한 후, 다시 무릎 문제로 인해 팀 동료인 로랑 피뇽이 우승한 그해 투르 드 프랑스에 참가하지 못하게 되었다. 르노 팀 내 갈등으로 인해 그는 라비클레어를 떠나 합류했다. 그의 새로운 팀과 함께 그는 1984년 투르 드 프랑스에 출전했지만 10분 넘게 피뇽에게 패했다. 그는 다음 해에 회복하여 팀 동료 그렉 르몽드의 도움으로 또 다른 지로투어 더블 우승을 차지했다. 1986년 투르 드 프랑스에서 그는 세 번의 투어 중 첫 번째 우승을 차지한 르몽드와 팀 내 경쟁을 벌였다. 이노는 시즌이 끝날 때 은퇴했다. 2022년 현재 그는 투르 드 프랑스의 가장 최근 프랑스 우승자이다. 사이클링 경력을 쌓은 후 이노는 농업으로 전환하면서 2016년까지 투르 드 프랑스 조직위원회의 집행 임무를 수행했다.
동물의 공격적인 성격, 즉 그가 자전거에서 구현한 특성 때문에 자신을 동물과 연관시켰다. 펠러톤 내에서 이노는 자신이 참가한 레이스에 대한 권한을 행사하는 후원자 역할을 맡았다.

## 같이 보기
- 프랑스 사람 목록